# Joe Hodnett
Joseph Edward Hodnett (18 tháng 7 năm 1896 – 8 tháng 12 năm 1943) là một cầu thủ bóng đá người Anh thi đấu ở vị trí half back thi đấu ở Football League cho Brentford, Chesterfield, Gillingham, Merthyr Town và Wolverhampton Wanderers.

## Thống kê sự nghiệp
| Câu lạc bộ          | Mùa giải            | Giải vô địch         | Giải vô địch | Giải vô địch | Cúp FA | Cúp FA | Tổng | Tổng |
| Câu lạc bộ          | Mùa giải            | Hạng đấu             | Trận         | Bàn          | Trận   | Bàn    | Trận | Bàn  |
| ------------------- | ------------------- | -------------------- | ------------ | ------------ | ------ | ------ | ---- | ---- |
| Chesterfield        | 1924–25             | Third Division North | 12           | 1            | 0      | 0      | 12   | 1    |
| Brentford           | 1926–27             | Third Division South | 9            | 0            | 0      | 0      | 9    | 0    |
| Gillingham          | 1927–28             | Third Division South | 16           | 0            | 1      | 0      | 17   | 0    |
| Tổng cộng sự nghiệp | Tổng cộng sự nghiệp | Tổng cộng sự nghiệp  | 37           | 1            | 1      | 0      | 38   | 1    |